# Vincennes-Subglazialbecken
Das Vincennes-Subglazialbecken (englisch: Vincennes Subglacial Basin) ist ein großes, durch Gletschereis vollständig überdecktes Becken mit ostnordöstlich-westsüdwestlicher Ausrichtung nördlich des Dome Charlie, das über das Aurora-Subglazialbecken mit dem Adventure-Subglazialgraben in Verbindung steht.
Seine Ausdehnung wurde mittels Sonarortung im Rahmen eines gemeinsamen Programms des Scott Polar Research Institute, der National Science Foundation und Dänemarks Technischer Universität zwischen 1967 und 1979 ermittelt. Benannt ist es nach der Sloop USS Vincennes, Flaggschiff der United States Exploring Expedition (1838–1842).